# Andrea Giani
Andrea Giani, född 22 april 1970 i Neapel, är en italiensk volleybollspelare och tränare. 
Som spelare var Giani mycket framgångsrik med tre VM-guld. Han deltog även vid fem OS med ett silver 1996 som bästa resultat.
Efter sin spelarkarriär har han fortsatt som tränare, både på klubbnivå och som förbundskapten för landslag. Han är sedan 2022 förbundskapten för Frankrikes herrlandslag i volleyboll. Tidigare har han varit förbundskapten för Tyskland och Slovenien